# Lista de singles número um na Billboard Hot 100 em 1988

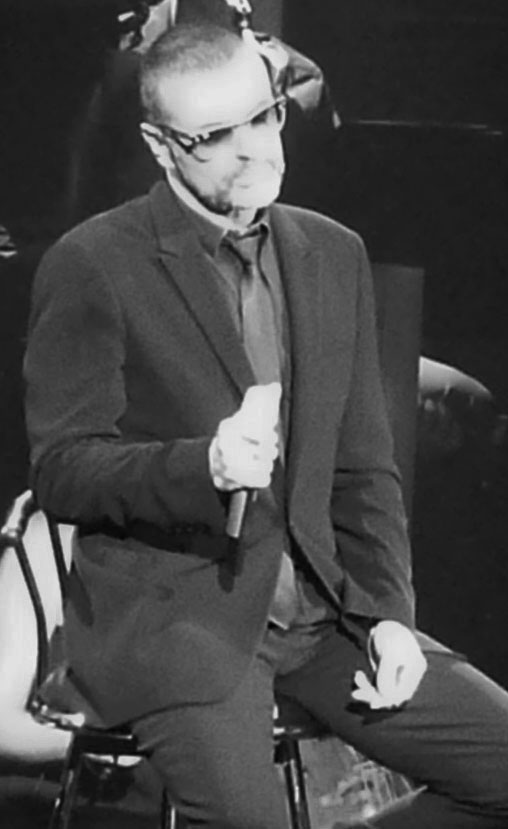
O cantor George Michael conseguiu 4 singles no primeiro lugar em 1988 sendo o cantor com mais singles em primeiro lugar do ano.

Essa é a Lista do singles que atingiram o topo da Billboard Hot 100 no ano de 1988.A megastar Whitney Houston conseguiu emplacar dois hits número #1, conseguindo assim ter sete singles consecutivos no Topo do Hot 100 fazendo dela a única a obter esse recorde. O Single mais duradouro de 1988 foi "Roll With It" de Steve Winwood que ficou 4 semanas no Topo da tabela. Quando "Dirty Diana"  subiu ao topo da tabela Michael Jackson se tornou o primeiro artista a ter 5 Singles no numero #1 em um mesmo álbum. No ano também se destacam George Michael que teve a maior quantidade de singles é semanas do ano (com 4 singles e 8 semanas no topo), Guns N' Roses (com seu primeiro singles numero #1 "Sweet Child o' Mine"),a cantora Tiffany (com seu single numero #1 "Could've Been"),e Debbie Gibson (com "Foolish Beat").
O Primeiro Single atingir o topo foi "Faith" de George Michael e o último foi "Every Rose Has Its Thorn" da banda Poison.

## Histórico

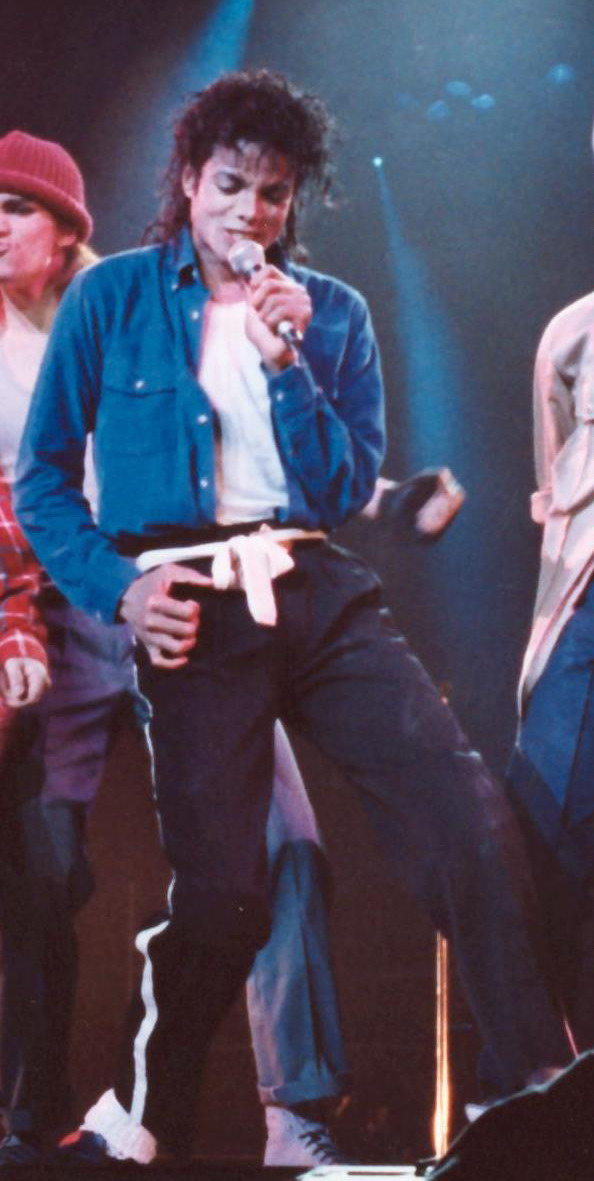
Michael Jackson teve 3 singles no primeiro lugar, fazendo assim de Bad o primeiro álbum a ter 5 singles no primeiro lugar.

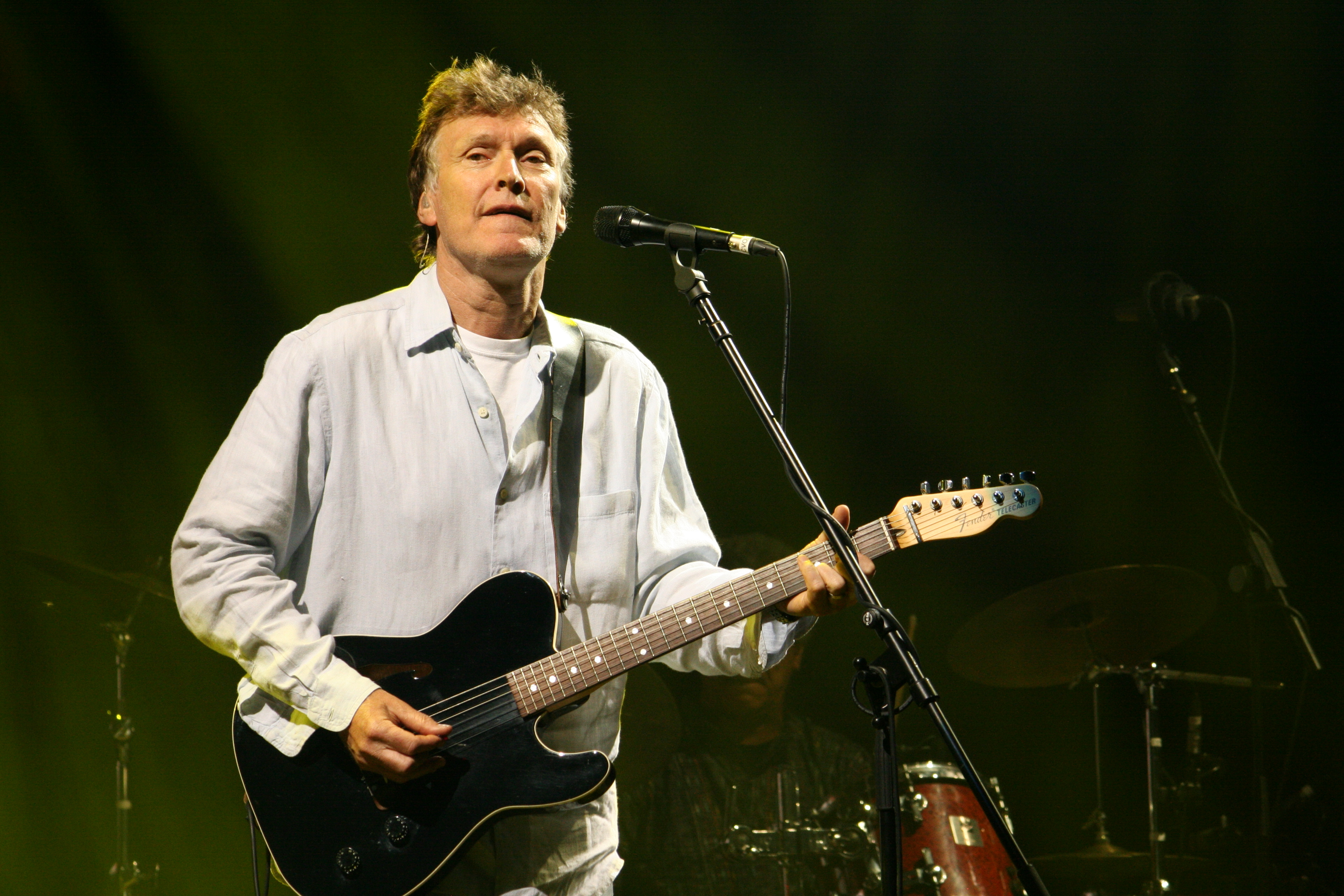
Steve Winwood com Roll With It teve o single que ficou mais tempo no topo da parada no ano.

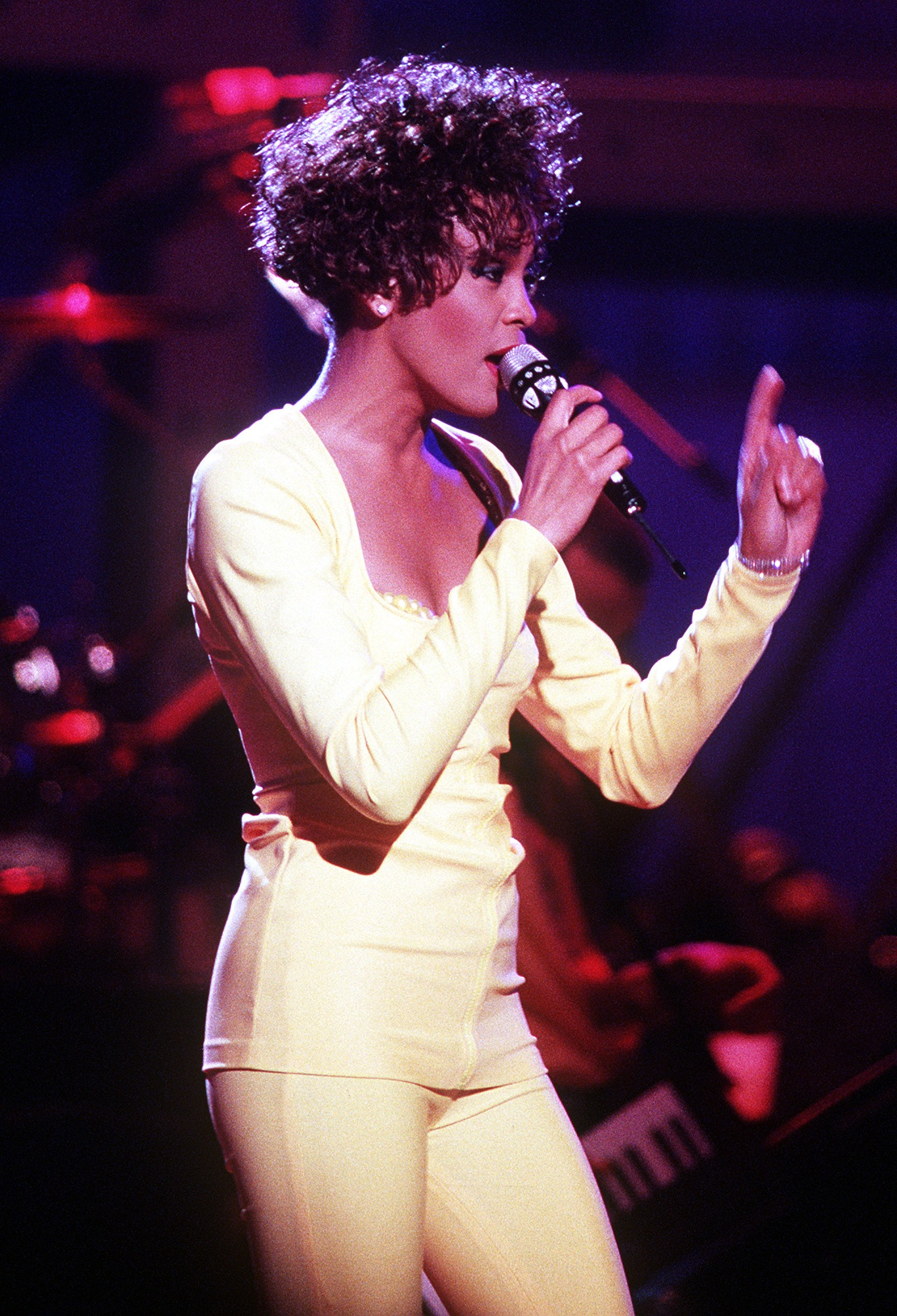
Whitney Houston teve dois singles no Topo e conseguiu a marca de sete singles consecutivos a atingir o primeiro lugar.

| Data da publicação | Canção                                  | Artista(s)                             | Ref         |
| ------------------ | --------------------------------------- | -------------------------------------- | ----------- |
| 2 de Janeiro       | "Faith"                                 | George Michael                         | [ 1 ]       |
| 9 de Janeiro       | "So Emotional"                          | Whitney Houston                        | [ 2 ] [ 3 ] |
| 16 de Janeiro      | "Got My Mind Set on You"                | George Harrison                        | [ 4 ] [ 5 ] |
| 23 de Janeiro      | "The Way You Make Me Feel"              | Michael Jackson                        | [ 6 ] [ 7 ] |
| 30 de Janeiro      | "Need You Tonight"                      | INXS                                   | [ 8 ] [ 9 ] |
| 6 de Fevereiro     | "Could've Been"                         | Tiffany                                | [ 10 ]      |
| 13 de Fevereiro    | "Could've Been"                         | Tiffany                                | [ 11 ]      |
| 20 de Fevereiro    | "Seasons Change"                        | Exposé                                 | [ 12 ]      |
| 27 de Fevereiro    | "Father Figure"                         | George Michael                         | [ 13 ]      |
| 5 de Março         | "Father Figure"                         | George Michael                         | [ 14 ]      |
| 12 de Março        | "Never Gonna Give You Up"               | Rick Astley                            | [ 15 ]      |
| 19 de Março        | "Never Gonna Give You Up"               | Rick Astley                            | [ 16 ]      |
| 26 de Março        | "Man in the Mirror"                     | Michael Jackson                        | [ 17 ]      |
| 2 de Abril         | "Man in the Mirror"                     | Michael Jackson                        | [ 18 ]      |
| 9 de Abril         | "Get Outta My Dreams, Get into My Car"  | Billy Ocean                            | [ 19 ]      |
| 16 de Abril        | "Get Outta My Dreams, Get into My Car"  | Billy Ocean                            | [ 20 ]      |
| 23 de Abril        | "Where Do Broken Hearts Go"             | Whitney Houston                        | [ 21 ]      |
| 30 de Abril        | "Where Do Broken Hearts Go"             | Whitney Houston                        | [ 22 ]      |
| 7 de Maio          | "Wishing Well"                          | Terence Trent D'Arby                   | [ 23 ]      |
| 14 de Maio         | "Anything for You"                      | Gloria Estefan and Miami Sound Machine | [ 24 ]      |
| 21 de Maio         | "Anything for You"                      | Gloria Estefan and Miami Sound Machine | [ 25 ]      |
| 28 de Maio         | "One More Try"                          | George Michael                         | [ 26 ]      |
| 4 de Junho         | "One More Try"                          | George Michael                         | [ 27 ]      |
| 11 de Junho        | "One More Try"                          | George Michael                         | [ 28 ]      |
| 18 de Junho        | "Together Forever"                      | Rick Astley                            | [ 29 ]      |
| 25 de Junho        | "Foolish Beat"                          | Debbie Gibson                          | [ 30 ]      |
| 2 de Julho         | "Dirty Diana"                           | Michael Jackson                        | [ 31 ]      |
| 9 de Julho         | "The Flame"                             | Cheap Trick                            | [ 32 ]      |
| 16 de Julho        | "The Flame"                             | Cheap Trick                            | [ 33 ]      |
| 23 de Julho        | "Hold On to the Nights"                 | Richard Marx                           | [ 34 ]      |
| 30 de Julho        | "Roll with It"                          | Steve Winwood                          | [ 35 ]      |
| 6 de Agosto        | "Roll with It"                          | Steve Winwood                          | [ 36 ]      |
| 13 de Agosto       | "Roll with It"                          | Steve Winwood                          | [ 37 ]      |
| 20 de Agosto       | "Roll with It"                          | Steve Winwood                          | [ 38 ]      |
| 27 de Agosto       | "Monkey"                                | George Michael                         | [ 39 ]      |
| 3 de Setembro      | "Monkey"                                | George Michael                         | [ 40 ]      |
| 10 de Setembro     | "Sweet Child o' Mine"                   | Guns N' Roses                          | [ 41 ]      |
| 17 de Setembro     | "Sweet Child o' Mine"                   | Guns N' Roses                          | [ 42 ]      |
| 24 de Setembro     | "Don't Worry, Be Happy"                 | Bobby McFerrin                         | [ 43 ]      |
| 1 de Outubro       | "Don't Worry, Be Happy"                 | Bobby McFerrin                         | [ 44 ]      |
| 8 de Outubro       | "Love Bites"                            | Def Leppard                            | [ 45 ]      |
| 15 de Outubro      | "Red Red Wine"                          | UB40                                   | [ 46 ]      |
| 22 de Outubro      | "A Groovy Kind of Love"                 | Phil Collins                           | [ 47 ]      |
| 29 de Outubro      | "A Groovy Kind of Love"                 | Phil Collins                           | [ 48 ]      |
| 5 de Novembro      | "Kokomo"                                | The Beach Boys                         | [ 49 ]      |
| 12 de Novembro     | "Wild, Wild West"                       | The Escape Club                        | [ 50 ]      |
| 19 de Novembro     | "Bad Medicine"                          | Bon Jovi                               | [ 51 ]      |
| 26 de Novembro     | "Bad Medicine"                          | Bon Jovi                               | [ 52 ]      |
| 3 de Dezembro      | "Baby, I Love Your Way/Freebird Medley" | Will to Power                          | [ 53 ]      |
| 10 de Dezembro     | "Look Away"                             | Chicago                                | [ 54 ]      |
| 17 de Dezembro     | "Look Away"                             | Chicago                                | [ 55 ]      |
| 24 de Dezembro     | "Every Rose Has Its Thorn"              | Poison                                 | [ 56 ]      |
| 31 de Dezembro     | "Every Rose Has Its Thorn"              | Poison                                 | [ 57 ]      |